# Берёзовка (Вязниковский район)
Берёзовка — упразднённая деревня в Вязниковском районе Владимирской области России.

## География
Урочище находится в северо-восточной части области, в зоне хвойно-широколиственных лесов, в пределах Волжско-Окского междуречья, к югу от автодороги 17Н-22, на расстоянии 14 километров (по прямой) к юго-западу от города Вязники, административного центра района.

### Климат
Климат характеризуется как умеренно континентальный. Средняя температура воздуха самого холодного месяца (января) — −11,1 °C (абсолютный минимум — −48 °С), средняя максимальная температура воздуха (июля) — +23,3 °С (абсолютный максимум — +37 °С). Годовое количество атмосферных осадков составляет около 607 мм, из которых 413 мм выпадает в период с апреля по октябрь.

## История
В «Списке населенных мест Владимирской губернии по сведениям 1859 года» населённый пункт упомянут как удельная деревня Вязниковского уезда, расположенная при колодце, в 16 верстах от уездного города. В деревне насчитывалось 7 дворов и проживало 66 человек (36 мужчин и 30 женщин).
По состоянию на 1905 год, в Берёзовке имелось 9 дворов и проживало 72 человека. В административном отношении деревня входила в состав Никологорской волости.
По данным 1926 года, в деревне имелось 13 хозяйств (в том числе 11 крестьянских) и проживал 71 человек (35 мужчин и 36 женщин). Являлась частью Холщевского сельсовета.
На момент упразднения входила в состав Шатневского сельсовета Вязниковского района. Упразднена решением облисполкома № 329 от 2 апреля 1973 года как фактически не существующая.